# Dišnik
Dišnik is een plaats in de gemeente Garešnica in de Kroatische provincie Bjelovar-Bilogora. De plaats telt 357 inwoners (2001).